# Óscar Arpón
Óscar Arpón Ochoa, nacido en Calahorra, La Rioja, el 9 de abril de 1975, pero criado en Rincón de Soto (La Rioja) es un exfutbolista español que jugaba en la posición de centrocampista. 
Arpón es protagonista de una dilatadísima trayectoria en el fútbol español. Formado en el filial del F. C. Barcelona, llegó a debutar con el primer equipo en la temporada 94-95. Fue en Riazor, en un Depor-Barça que terminó con victoria local por 1-0.
Después prosiguió su carrera profesional en diversos clubes de Primera División. Cerrada su etapa en Barcelona fichó en su primera temporada fuera del club culé por el Betis para disputar la temporada 95-96. La temporada siguiente fichó  por el Racing de Santander. Allí permaneció tres años y dejó un grato recuerdo. A continuación pasó al Mallorca, y un año después aterrizó en Pamplona, para militar en Osasuna. También probó la Segunda División, en equipos como el Polideportivo Ejido o Recreativo de Huelva.
En la temporada 2004-2005 ficha por la U.D.Salamanca, equipo en el que permanece pese al descenso a Segunda División B, y con el que logra de nuevo ascender a la categoría de plata, en la que vuelve a militar con los salmantinos durante la temporada 2006-2007. Para la 2007-2008 ficha por el Nàstic de Tarragona, donde milita otras dos campañas, con una participación algo menos relevante.
En verano de 2009 llega a un acuerdo con la Unión Deportiva Logroñés, equipo de Segunda División B. Allí esta temporada y media, ya que en enero de 2011, pese a llevar disputados doce encuentros y haber sido casi indiscutible, con 30 y 2 goles, en la anterior, el equipo riojano decide prescindir de sus servicios. Pero en el último día de plazo de ese mismo mercado invernal consigue regresar a su localidad de adopción y enrolarse en las filas del River Ebro, de Tercera División, equipo en el que continúa en activo durante la temporada 2011-2012.
En una reciente entrevista publicada en un blog futbolístico, Arpón repasa someramente su carrera deportiva y declara que es para él una suerte poder seguir jugando al fútbol en Tercera División, gracias a lo mucho que le gusta este deporte.